# François Couturier

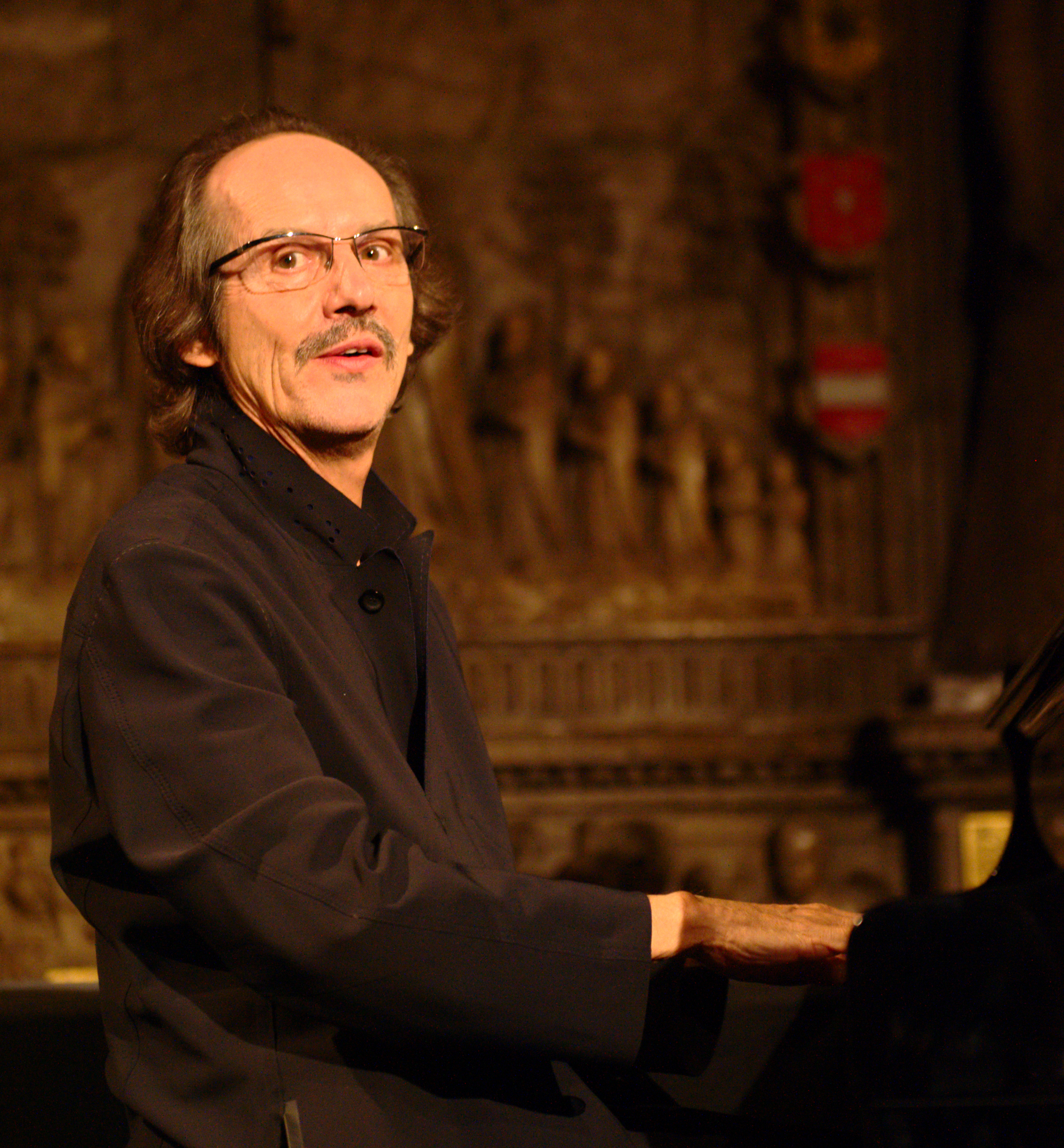
François Couturier bei seinem Konzert mit Anja Lechner in der Stadtkirche Darmstadt am 11. Oktober 2015.

François Couturier (* 2. Mai 1950 in Fleury-les-Aubrais nahe Orléans) ist ein französischer Jazzpianist.

## Leben
Couturier begann mit sechs Jahren Klavier zu lernen. Nach dem Studium des klassischen Pianos und der Musikwissenschaft (Abschluss 1977) traf er 1978 im Quartett von Jacques Thollot den Bassisten Jean-Paul Céléa, mit dem er ein Duo bildete. Gemeinsam mit dem Saxophonisten Jean-Jacques Ruhlmann sowie weiteren Musikern wie Roland Merle, Christian Gentet und Bertrand Maillot sowie später Philippe Maté, François Mechali und Merzak Mouthana bildete Couturier die Band Jazz Impression, die 1978 und 1981 zwei Alben vorlegte. Zwischen 1981 und 1983 tourte er mit John McLaughlin, mit dem er auch aufnahm. Im Lauf der Zeit spielte er mit französischen Jazzmusikern wie André Ceccarelli, Eddy Louiss, Michel Portal, François Jeanneau und mit Daniel Humair. Ab 2001 tourte er häufig mit dem Oudspieler Anouar Brahem, an dessen Aufnahmen „Le pas du Chat Noir“ (2001) und  „Le Voyage de Sahar“ (2005) er beteiligt war. Zuerst trafen sie sich auf dem Festival von Karthago 1985; Couturier spielte schon 1994 auf „Khomsa“ (ECM) von Brahem.
2006 erschien sein Album „Nostalghia – A Song for Tarkovsky“ bei ECM mit dem Saxophonisten (Sopran) Jean-Marc Larché, dem Akkordeonspieler Jean-Louis Matinier und der Cellistin Anja Lechner; gewidmet ist das Album dem Filmregisseur Andrei Tarkowski und seinen Filmen. Die Musik des Albums stellten sie auch auf verschiedenen Festivals vor, zuerst in Bergamo 2006. Weitere Alben mit diesem Tarkovsky Quartet folgten 2011 und 2017. Im Jahr 2007 spielte er im Quintett „Passaggio“, mit dem er zwei Alben beim Label Label Bleu aufnahm, und im „European Jazz Trio“ mit Celea und Wolfgang Reisinger. Außerdem spielt er im Duo mit dem Geiger Dominique Pifarély (Album „Poros“ bei ECM, 1997) und mit dem Pianisten Jean-Pierre Chalet. Mit dem Countertenor Dominique Visse nahm er „From Machaut to Berio“ auf.

## Diskographie
- 1981: Mit John McLaughlin: Belo Horizonte
- 1982: Mit John McLaughlin: Music Spoken Here
- 2010: Un jour si blanc. ECM 2103.
- 2014: Mit Anja Lechner: Moderato cantabile. ECM New Series 2367.[1]
- 2017: Mit Tarkovsky Quartet: Nuit blanche. ECM 2524.
- 2020: Mit Anja Lechner: Lontano. ECM Records.

## Preise und Auszeichnungen
1981 erhielt er den Prix Django Reinhardt.